# Chaufour-lès-Bonnières
Chaufour-lès-Bonnières är en kommun i departementet Yvelines i regionen Île-de-France i norra Frankrike. Kommunen ligger i kantonen Bonnières-sur-Seine som tillhör arrondissementet Mantes-la-Jolie. År 2022 hade Chaufour-lès-Bonnières 454 invånare.

## Befolkningsutveckling
Antalet invånare i kommunen Chaufour-lès-Bonnières
| Referens: INSEE |